# Gandara
Gandara is een gemeente in de Filipijnse provincie Samar op het gelijknamig eiland Samar. Bij de laatste census in 2007 had de gemeente ruim 31 duizend inwoners.

## Geografie

### Bestuurlijke indeling
Gandara is onderverdeeld in de volgende 69 barangays:
| - Adela Heights - Arong - Balocawe - Bangahon - Beslig - Buao - Bunyagan - Burabod I - Burabod II - Calirocan - Canhumawid - Caparangasan - Caranas - Carmona - Casab-ahan - Casandig - Catorse De Agosto - Caugbusan - Concepcion - Diaz - Dumalo-ong - Elcano - Gerali | - Gereganan - Giaboc - Hampton - Hetebac - Himamaloto - Hinayagan - Hinugacan - Hiparayan - Jasminez - Lungib - Mabuhay - Macugo - Malayog - Marcos - Minda - Nacube - Nalihugan - Napalisan - Natimonan - Ngoso - Palambrag - Palanas - Pizarro | - Piñaplata - Pologon - Purog - Rawis - Rizal - Samoyao - San Agustin - San Antonio - San Enrique - San Francisco - San Isidro - San Jose - San Miguel - San Pelayo - San Ramon - Santa Elena - Santo Niño - Senibaran - Sidmon - Tagnao - Tambongan - Tawiran - Tigbawon |

## Demografie
Gandara had bij de census van 2007 een inwoneraantal van 31.222 mensen. Dit zijn 2.356 mensen (8,2%) meer dan bij de vorige census van 2000. De gemiddelde jaarlijkse groei komt daarmee uit op 1,09%, hetgeen lager is dan het landelijk jaarlijks gemiddelde over deze periode (2,04%). Vergeleken met de census van 1995 is het aantal mensen met 3.959 (14,5%) toegenomen.

De bevolkingsdichtheid van Gandara was ten tijde van de laatste census, met 31.222 inwoners op 573,49 km², 54,4 mensen per km².